# Herbert Meschkowski
Herbert Meschkowski (Berlim, 13 de fevereiro de 1909 — Berlim, 24 de março de 1990) foi um matemático alemão.
Estudou matemática e física em Berlim, de 1927 a 1931, com doutorado em 1950, orientado por Alexander Dinghas, com a tese "Über die komforme Abbildung gewisser Bereiche von unendlich hohem Zusammenhang auf Vollkreisbereiche". Meschkowski foi professor da Universidade Livre de Berlim e da Escola de Pedagogia de Berlim, da qual foi o primeiro reitor, de 1962 a 1964.
Trabalhou principalmente com análise complexa, análise funcional e história da matemática, tendo publicado diversos livros.
Foi editor das cartas de Georg Cantor, escreveu sua biografia e uma história da matemática em Berlim.

## Obras
- Mathematik verständlich dargestellt, Piper 1997
- Editor de Lust an der Erkenntnis – moderne Mathematik. Ein Lesebuch, Piper 1991
- Denkweisen großer Mathematiker - ein Weg zur Geschichte der Mathematik, Vieweg 1961, 1967, 1990; (em inglês): Ways of Thought of Great Mathematicians: An approach to the history of mathematics, Holden-Day, San Francisco, 1964 (traducido por John Dyer-Bennett)[1]
- Jeder nach seiner Facon – Berliner Geistesleben 1700-1810, Piper 1986
- Von Humboldt bis Einstein. Berlin als Weltzentrum der exakten Wissenschaften, Piper 1989
- Problemgeschichte der Mathematik, 3 volumes, BI (Bibliographisches Institut, Mannheim) 1978, 1984, 1986
- Wandlungen des mathematischen Denkens – Eine Einführung in die Grundlagenprobleme der Mathematik, BI 1969, Piper 1985
- Georg Cantor: Leben, Werk, Wirkung, BI 1967, 1983
- Mathematiker-Lexikon, BI 1964, 1980
- Unendliche Reihen, BI 1962, 1982
- Reihenentwicklungen in der mathematischen Physik, BI 1963
- Hilbertsche Räume mit Kernfunktion, Springer 1962
- Mathematik und Realität: Vorträge und Aufsätze, BI 1979
- Richtigkeit und Wahrheit in der Mathematik, BI 1976, 1978
- Grundlagen der modernen Mathematik, Wissenschaftliche Buchgesellschaft 1972, 1975
- Einführung in die moderne Mathematik, BI 1964, 1971
- Ungelöste und unlösbare Probleme der Geometrie, BI 1960, 1975
- Grundlagen der euklidischen Geometrie, BI 1966, 1974
- Nichteuklidische Geometrie, Vieweg 1954, 1971
- Editor de Meyers Handbuch über die  Mathematik, BI 1967, 1974
- Elementare Wahrscheinlichkeitsrechnung und Statistik, BI 1972
- Wahrscheinlichkeitsrechnung, BI 1968
- Mathematisches Begriffswörterbuch, 1965, 1972
- Didaktik der Mathematik, 4 volumes
- Zahlen, BI 1970
- Funktionen, BI 1970
- Mathematik als Bildungsgrundlage, Vieweg 1965
- Differenzengleichungen, Vandenhoek und Ruprecht 1959